# Macledium
Macledium là một chi thực vật có hoa trong họ Cúc (Asteraceae).

## Loài
Chi Macledium gồm các loài: